# Метапопуляція

Схема ідеалізованої (віртуальної) метапопуляції квакші. Показано плями з різною якістю біотопів

Метапопуляція з великими, тісно розташованими плямами, матиме більшу швидкість заселення, ніж метапопуляція з дрібними, ізольованими плямами. Модель: Phil Ganter, 1999 [http://ww2.tnstate.edu/ganter/B412%20L12%20Metapopulations.html

Метапопуляція — популяція, що складається з підпопуляцій, які заселяють ізольовані плями середовища, між якими можуть мігрувати окремі особини. Плями (фрагменти) мають забезпечувати достатні умови для мешкання і розмноження. Метапопуляція буде існувати тривалий час, якщо темп колонізації і розмноження буде вищим, ніж темп локального вимирання. Розрізняють кілька типів метапопуляцій (класична Левінса, головного острова і популяційних плям). Фрагментація середовища, яка триває протягом тисячоліть, призводить до того, що дедалі більше популяцій набувають структуру метапопуляції, тривалість існування якої залежить від співвідношення міграції та локального вимирання.
Поняття метапопуляції уперше застосував R. Levins, котрий розглядав її як розташовану на певній території популяцію з дрібніших популяцій, де чисельність особин змінюється асинхронно. У пізнішій літературі такі складові частини метапопуляції дістали назву локальних чи часткових популяцій або ж субпопуляцій. Основна роль у розвитку метапопуляційної теорії належить фінському вченому I. Hanski, який наголошує на нерівноцінності просторових локусів щодо можливості заселення їх певним видом. Ідеться про те, що вид потенційно може займати лише придатні оселищні локуси (suitable habitat patches), розміщені посеред незаселеної території, що узгоджується з теорією острівної біогеографії (MacArthur, Wilson, 1967). Тому метапопуляційна організація видів здебільшого пов'язана зі значною просторовою неоднорідністю екологоценотичних умов на певній території і наявністю обмеженої кількості придатних для колонізації ділянок.